# ماهیچه بالابرنده کتف
ماهیچه بالابرنده کتف (انگلیسی: Levator scapulae muscle) یکی از ماهیچه‌های سطحی پشت است. غیر قابل لمس است و در زیر بخش نخست ماهیچه ذوزنقه‌ای قرار دارد که هم عمل‌کننده بر مفصل شانه و هم عمل‌کننده بر ستون مهره‌ها است.
خاستگاه این ماهیچه از توبرکول زوائد عرضی مهره‌های گردنی C1 تا C4 و پیوندگاه آن به لبه داخلی (vertebral) استخوان کتف بالای خار کتف است. مهمترین کارکرد این ماهیچه کشش بالایی کتف است و نقش ثابت کردن کتف و خم کردن جانبی گردن را برعهده دارد.
ماهیچه بالابرنده کتف توسط اعصاب گردنی (C3, C4) و عصب کتفی پشتی (Dorsal Scapular) از ریشه (C5) عصب دهی می‌شوند. کارکردهای این ماهیچه بالا بردن استخوان کتف، پیوند دادن ستون فقرات به گردن، و کمک به نزدیک‌کردن بازو به محور بدن هستند.

## نگارخانه

Position of levator scapulae muscle.
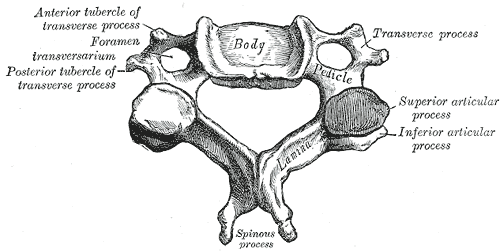
A cervical vertebra
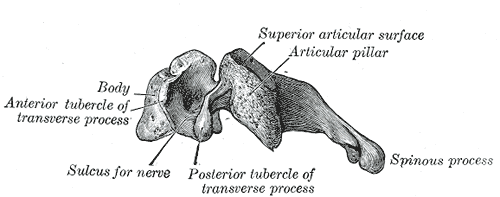
Side view of a typical cervical vertebra
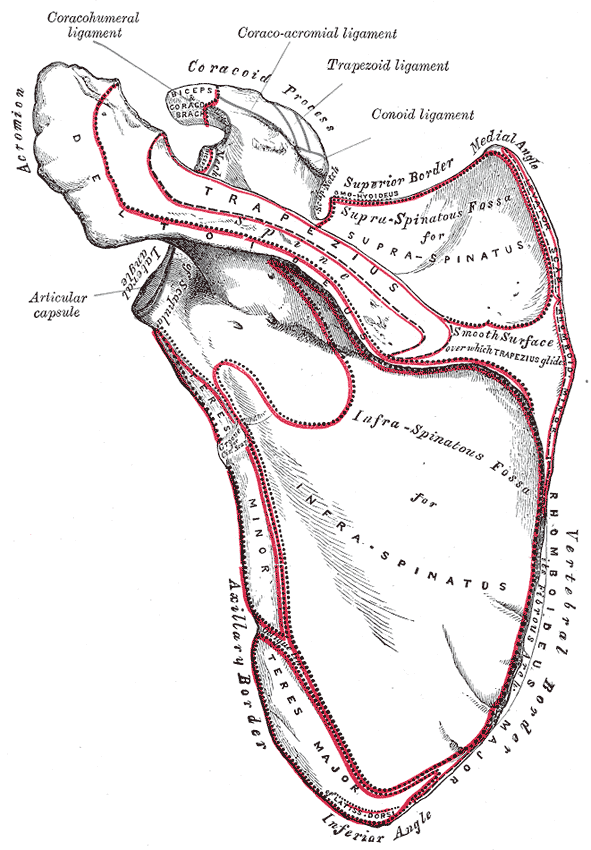
Left scapula. Dorsal surface.
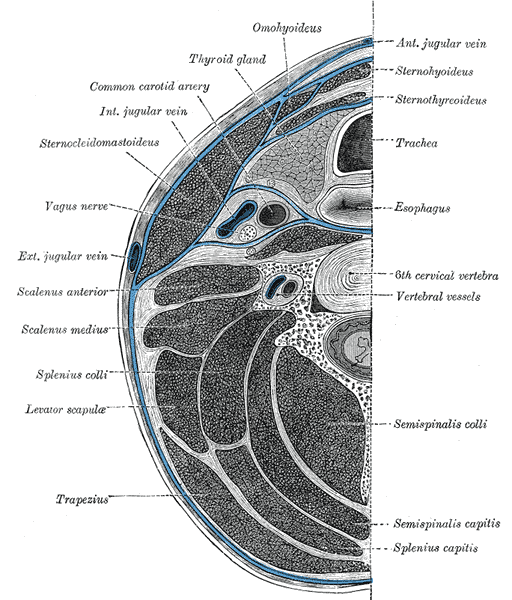
Section of the neck at about the level of the sixth cervical vertebra.
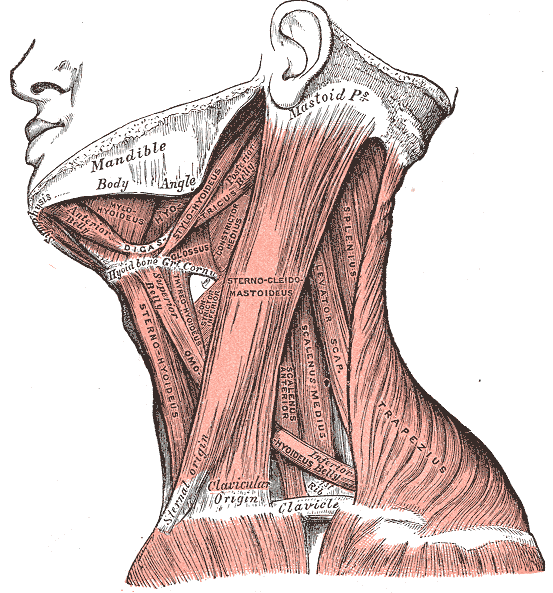
Muscles of the neck. Lateral view.
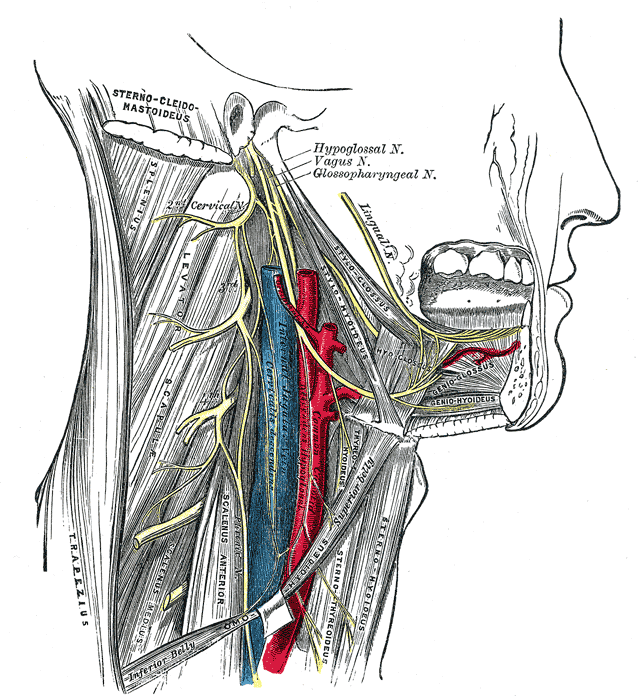
Hypoglossal nerve, cervical plexus, and their branches.
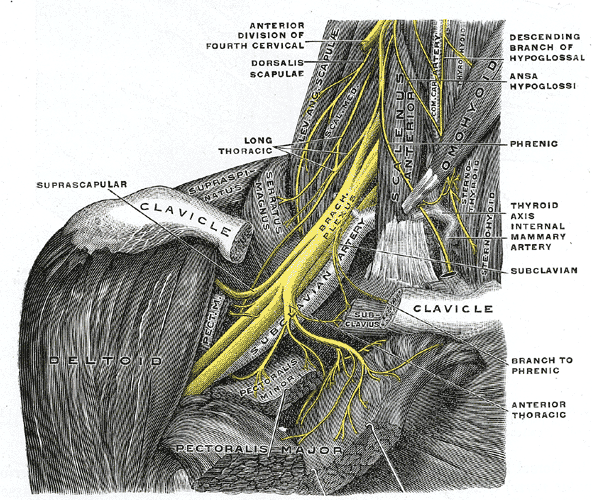
The right brachial plexus with its short branches, viewed from in front.
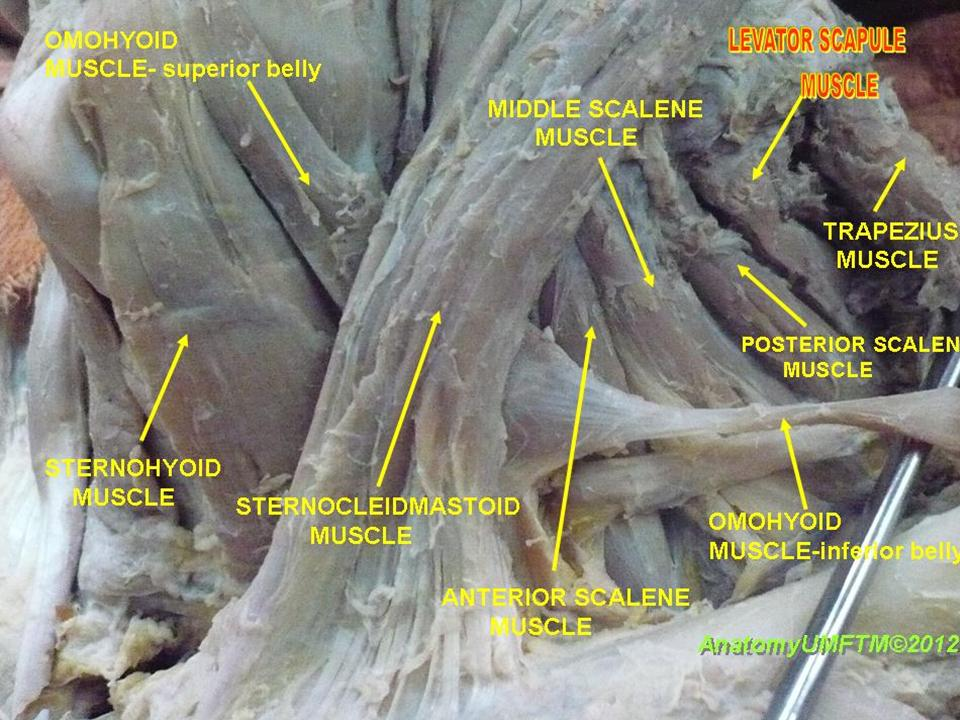
Levator scapulae muscle
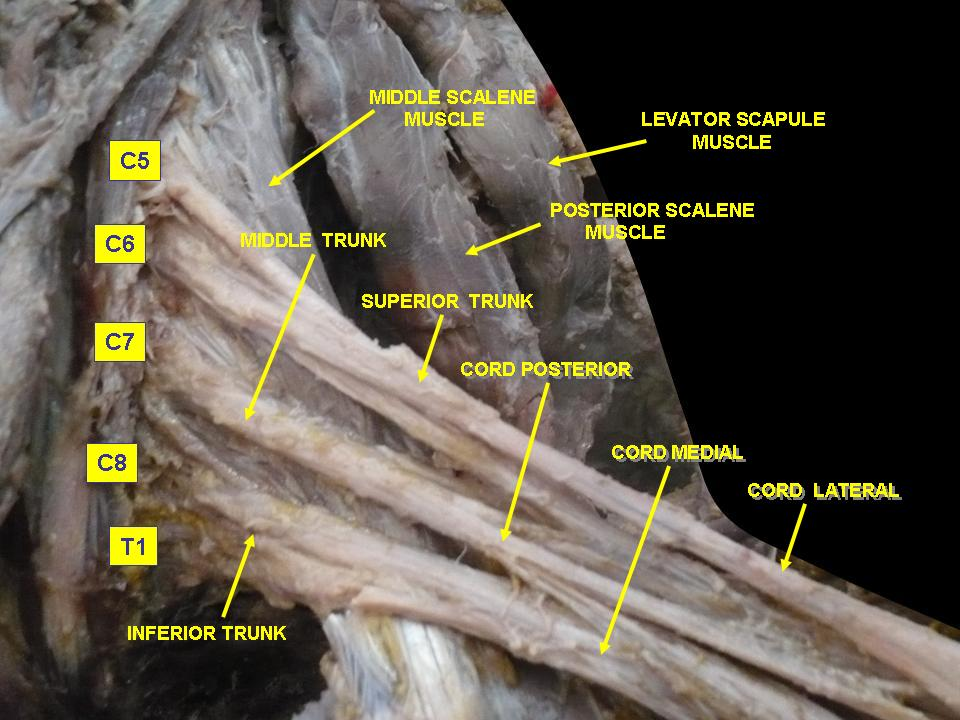
Brachial plexus. Deep dissection.
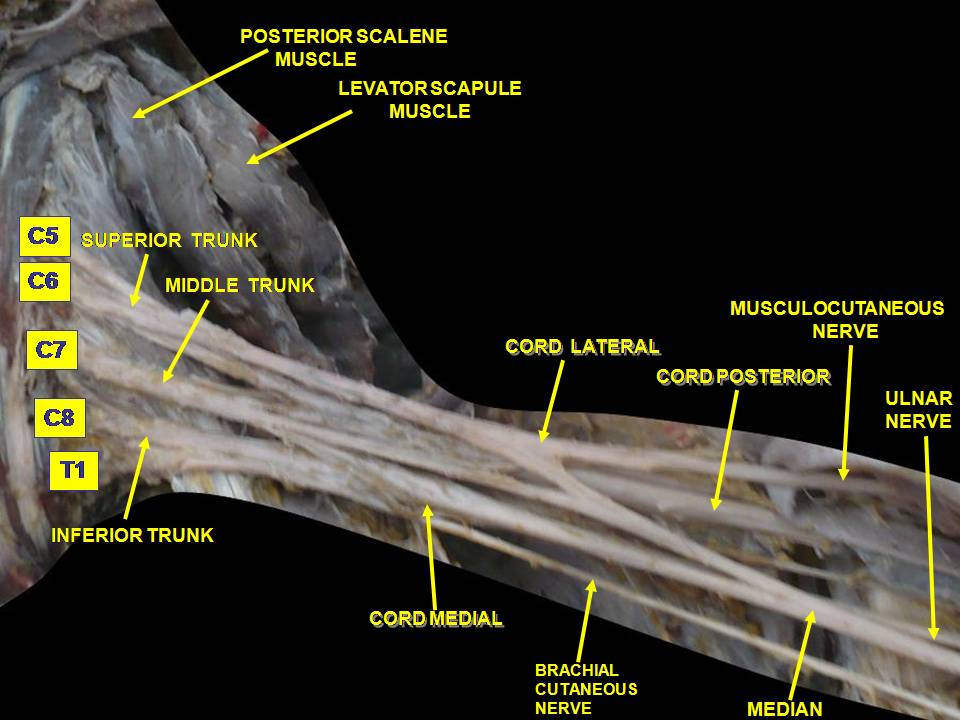
Brachial plexus. Deep dissection. Anterolateral view